# 三月 (漫画家)
三月（みつき）は、日本の女性漫画家、イラストレーター。
代表作『ひなこのーと』はテレビアニメ化され、2017年4月から6月まで放送された。

## 作品リスト

### 漫画作品

#### 連載
- ひなこのーと（『コミックキューン』2014年10月号 - 2021年3月号）[1]
- わたしの友達が世界一かわいい（『コミックキューン』2014年 - ）

#### 読み切り
- 今日は何の日？（原作：あっと、『のんのんびより 公式アンソロジー あきっ！』2014年） - 『のんのんびより』のアンソロジー寄稿作品[2]。
- 恋する天使と召使い（『コミックキューン』2015年1月号） - 『三月画集』にフルカラー修正版が収録。
- エンジョイ！夏休み（『がっこうぐらし！アンソロジーコミック 穏』2015年） - 『がっこうぐらし！』のアンソロジー寄稿作品[3]。
- くっころ！（『月刊少年エース』2015年10月号）
- 大と小（『おっぱい百合アンソロジー 2』2025年） - アンソロジー寄稿作品。

### 書籍

#### 漫画単行本
- 『ひなこのーと』、KADOKAWA〈MFC キューンシリーズ〉2015年 - 2021年[4]、全7巻
- 『わたしの友達が世界一かわいい』、KADOKAWA〈MFC キューンシリーズ〉2016年 - 、既刊1巻
  1. 2016年3月26日発売、ISBN 978-4-04-068161-0

#### 画集
- 『三月画集』KADOKAWA、2017年3月27日発売[5]、ISBN 978-4-04-069127-5

### その他
- ハイスクール・ローレライ 運命のひと耳惚れ（ライトノベル、2015年）イラスト
- となりの吸血鬼さん 公式コミックアンソロジー（2018年）カラーイラスト[6]
- ガールズ&パンツァーの日常 4コマコミックアンソロジー 〜もふもふ作戦です！〜（2019年）イラスト[7]
- 私に天使が舞い降りた！（テレビアニメ、2019年）第8話エンドカード